# Melospiza georgiana
Melospiza georgiana là một loài chim trong họ Emberizidae.